# Aeroportul Internațional Denver

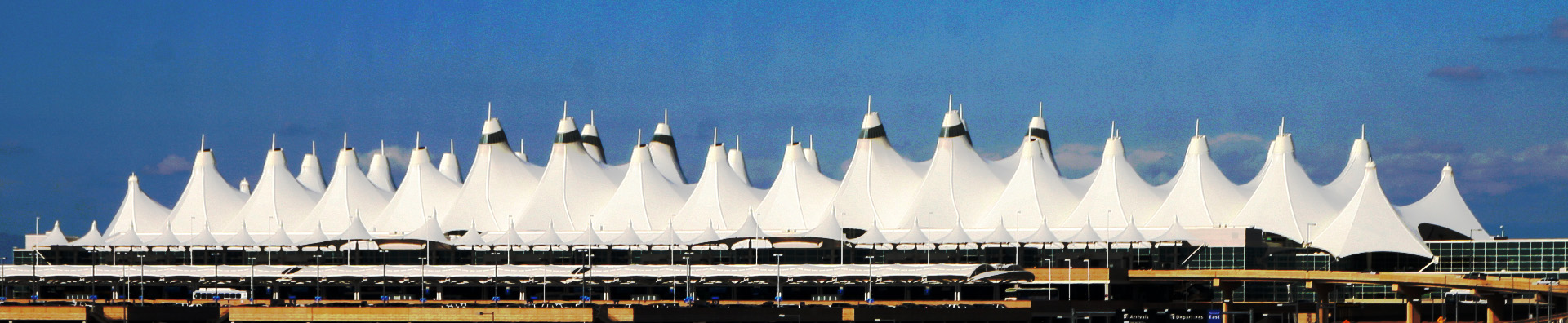
Acoperișul Aeroportului Denver

Aeroportul Internațional Denver (IATA: DEN, ICAO: KDEN, FAA LID: DEN), cu o suprafață de 140 km2, este ca suprafață cel mai mare aeroport internațional din Statele Unite, și al doilea în lume după Aeroportul King Khalid din Arabia Saudită. Pista 16R/34L este cea mai lungă pistă pentru uz public din Statele Unite.
În 2007, Aeroportul Internațional Denver s-a situat pe locul 11 în lume după traficul de pasageri (49,863,389 de pasageri) și pe locul 5 ca trafic de avioane (614,169 de aterizări și decolări).